# Gary Sinise
Gary Alan Sinise (Blue Island, 17 de março de 1955) é um ator norte-americano, diretor de cinema e músico. Durante sua carreira, ganhou vários prêmios, incluindo um Emmy e um Globo de Ouro, além de ser nomeado para um Oscar. Também é conhecido por estrelar como o detetive Mac Taylor na série CSI: New York (2004-2013).

## Carreira
Sinise é conhecido por vários papéis durante sua carreira, como o de George Milton na adaptação cinematográfica de De Ratos e Homens, o tenente Dan Taylor em Forrest Gump, pelo qual foi nomeado para o Oscar de melhor ator coadjuvante, Harry S. Truman em  Truman (filme de 1995), pelo qual ganhou um Globo de Ouro, Ken Mattingly em Apollo 13, o detetive Jimmy Shaker em Ransom, e George C. Wallace no filme de televisão George Wallace, pelo qual foi premiado com um Emmy do Primetime. Em abril de 2017, Gary foi agraciado com uma estrela na calçada da fama de Hollywood. A cerimônia contou as participações do ator Joe Mantegna da série Criminal Minds.
É também integrante da banda Lt. Dan Band, que atua em prol da caridade e de associações sem fins lucrativos, onde toca baixo. O nome Lieutenant Dan ou tenente Dan vem do personagem de Gary no filme Forrest Gump (tenente Dan Taylor), que contracenou com Tom Hanks como o amigo salvo por Forrest durante a Guerra do Vietnam.
Em janeiro de 2015, foi confirmado no spin-off da série Criminal Minds, no papel do chefe da equipe, Jack Garrett, com vinte anos de experiência na Unidade de Análise Comportamental do FBI. Junto de Sinise, outros dois nomes foram confirmados: Tyler James Williams (Todo Mundo Odeia o Chris e The Walking Dead) e Anna Gunn (Breaking Bad).

## Filmografia

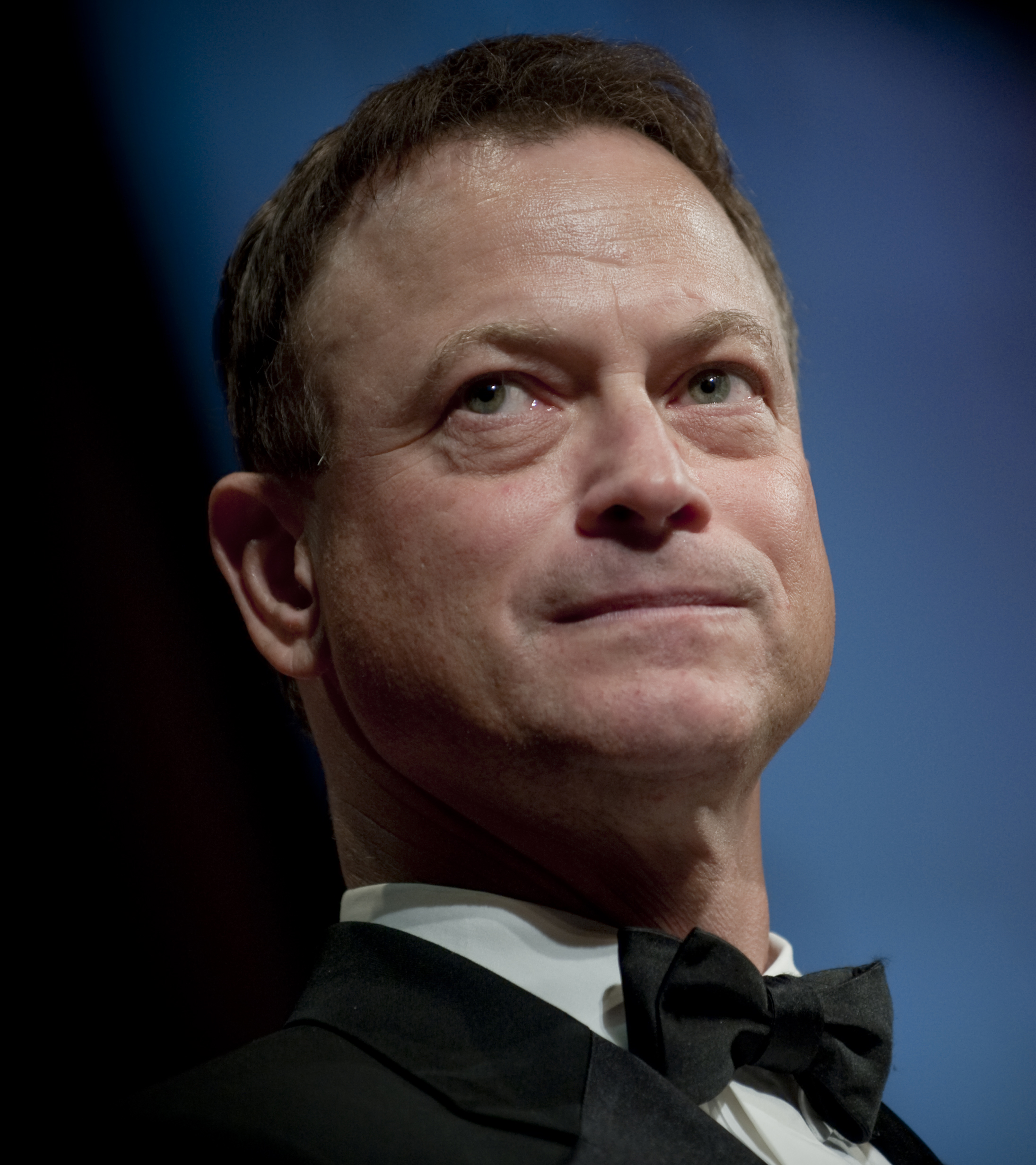
Gary Sinise em 2009.

- 2020 - 13 Reasons Why 4ª Temporada
- 2015-2017 - Criminal Minds: Beyond Borders
- 2006 - O Bicho Vai Pegar (Open Season) (voz - Shaw)
- 2004-2013  - CSI NY
- 2004 - Scheherazade
- 2004 - Os Esquecidos (The Forgotten)
- 2004 - O Outro Golpe Fatal (The Big Bounce)
- 2003 - Fallen Angel (TV)
- 2003 - Revelações (Human stain, The)
- 2002 - Bastidores da Guerra (Path to War) (TV)
- 2002 - Made-up
- 2002 - Impostor
- 2001 - A Gentleman's Game
- 2000 - Fúria Urbana (It's the Rage)
- 2000 - Bruno
- 2000 - Missão: Marte (Mission to Mars)
- 2000 - Jogo Duro (Reindeer Games)
- 1999 - O Encontro dos Campeões (That Championship Season) (TV)
- 1999 - À Espera de um Milagre (Burt Hammersmith)
- 1998 - Olhos de Serpente (Snake Eyes)
- 1997 - George Wallace - O Homem Que Vendeu Sua Alma (George Wallace) (TV)
- 1996 - O Preço de um Resgate (Ransom)
- 1996 - Ciladas da Sorte (Albino Alligator)
- 1995 - Apollo 13 - Do Desastre ao Triunfo (Apollo 13)
- 1995 - Rápida e Mortal (The Quick and The Dead)
- 1995 - Truman (TV)
- 1994 - A Dança da Morte (The Stand)
- 1994 - Forrest Gump - O Contador de Histórias (Tenente Dan Taylor)
- 1993 - Dias Amargos (Jack The Bear)
- 1992 - De Ratos e Homens (filme de 1992) [en]
- 1992 - The Witness (TV)
- 1991 - The Grapes of Wrath (TV)
- 1991 - Noites Calmas (A Midnight Clear)
- 1989 - The Final Days (TV)
- 1989 - O Valor da Vida (My Name Is Bill W.) (TV)
- 1984 - Family Secrets (TV)
- 1983 - True West

## Prêmios e indicações
- Indicado ao Óscar de Melhor Ator (coadjuvante/secundário) por Forrest Gump.
- Vencedor do Golden Globe Award para Melhor Ator (minissérie ou filme) em televisão pela sua atuação em Truman
- Primetime Emmy Award de Melhor Ator em Minissérie ou Filme por sua atuação em George Wallace